# Марк Пакувий
Марк Пакувий (на латински: Pacuvius; * 220 г. пр.н.е.; †130 г. пр.н.е.), е един от най-значимите трагични поети по времето на републиката.
В интервала между смъртта на Ений и появата на Акций, той бил единственият и най-продуктивен трагически автор. От неговите 12 трагедии до нас са достигнали значителни пасажи. Цицерон го нарича един от най-големите трагици в Рим.
Трагедии от Пакувий са „Илион“ и „Антиопа“ (повечето му трагедии били свързани с троянския цикъл). Бил е и художник (творба в храма на Херакъл). Бил далеч по-непродуктивен от Акций и Ений.
Той продължава да пише до 80-годишна възраст, когато в една и съща година, излага трагедия с Акций (който тогава бил на 30). В последните години от живота си, Пакувий се връща в родното си място – Терент, където по-късно е посетен от Акций, който тогава му прочел своята творба „Етрей“. И той както авторите преди него прави нововъведения в латинския език.